# Himbi
 (juillet 2025).
Motif : Pas d'interwiki, en quoi ce quartier est-il notable ? Manque de sources secondaires de qualité. Apollinaire93 (discuter) 1 juillet 2025 à 15:12 (CEST)
- Archive Wikiwix
- Bing
- Cairn
- DuckDuckGo
- E. Universalis
- Gallica
- Google
- G. Books
- G. News
- G. Scholar
- Persée
- Qwant
- (zh) Baidu
- (ru) Yandex
- (wd) trouver des œuvres sur Wikidata

| 1. | Préciser le motif de la pose du bandeau. | Précisez le motif de la pose du bandeau en utilisant la syntaxe suivante : {{admissibilité à vérifier\|date=août 2025\|motif=remplacez ce texte par le motif}}             |
| 2. | Informer les utilisateurs concernés.     | Pensez à avertir le créateur de l'article, par exemple, en insérant le code ci-dessous sur sa page de discussion : {{subst:avertissement admissibilité à vérifier\|Himbi}} |

Himbi est l'un des quartiers de la commune de Goma, situé dans la ville de Goma, en république démocratique du Congo. Il a été créé par l'ordonnance No 89-127 du 17 mai 1989 fixant le nombre, la dénomination et la délimitation des zones urbaines de la ville de Goma ainsi que ceux de leurs quartiers,,,.
Il est connu pour être un quartier animé, avec une forte présence de petits commerces et du marché Alanine, l'un des plus grands marchés de la ville,.

## Historique
Le quartier Himbi, autrefois une forêt servant de domaine de chasse et entouré de champs, abritait principalement l’hôtel Karibu.
Initialement intégré au quartier Katindo, Himbi a été séparé de ce dernier en 1989, lorsque l’ancien gouverneur du Nord-Kivu, Konde Vila Kikanda, a décidé de procéder au découpage du quartier Katindo. Depuis cette date, Himbi constitue un quartier distinct et autonome au sein de la ville de Goma,.

## Situation géographique
Le quartier Himbi est situé dans une zone stratégiquement importante de la commune de Goma. Le quartier Himbi est situé :
- au nord par la route Goma-Sake
- au sud par le lac Kivu
- à l'est par le quartier Katindo gauche
- à l'ouest par la route Kituku et le quartier Keshero[9],[10]

## Climat
Le quartier Himbi connait un climat tempéré de montagne avec deux saisons. La saison pluvieuse et la saison sèche dont la répartition est la suivante :
- Du 1er janvier au 16 février : petite saison sèche ;
- Du 15 février au 16 mars : petite saison pluvieuse ;
- Du juin au 30 août : saison sèche ;
- De septembre en décembre : saison pluvieuse.

La ville de Goma connaît un climat adouci par l'altitude et les vents qui soufflent régulièrement du lac vers la ville et vice-versa.

### Température
Dans le quartier Himbi la température varie entre 19,6° et 19,9°C. La température y est presque constante  avec un total pluviométrique annuel de l'ordre de 1 207 mm.

### Sol
Le quartier Himbi a un sol pierreux d’origine ignée, c'est-à-dire d’origine volcanique.

#### Relief du sol (Géomorphologie)
Le quartier Himbi est une plaine en forme d’un plan incliné dont la basse altitude est au Sud et la haute altitude est au Nord.

## Aspect politico-administratif
Le quartier Himbi est une entité administrative gérée par un chef de quartier, qui est assisté par un cher du quartier adjoint. Dont M.  Mutete  Mwenyemali, est l'ancien chef de quartier qui a été remplacé par l'actuel chef du quartier Jean de Dieu Kasole Baende. Notons que le Bureau du quartier Himbi est dirigé par 4 services (personnes) dont : 
- Le chef de quartier (Jean de Dieu Kasole Baende;
- Le chef de quartier adjoint (Nteko)
- Le secrétaire administratif (François Kanane)
- Le recenseur (Birhali)[13],[14],[15],[16]

## Subdivision du quartier Himbi
Le quartier Himbi est subdivisé en 3 cellules (Bukavu, Lumumba, Universitaire), chacune comprenant plusieurs avenues. Chaque cellule est dirigée par un chef de cellule et son adjoint. Les avenues sont administrées par un chef d'avenue titulaire et son adjoint, après vient les chefs de blocs qui nommes les Nyumba Kumi.

## Liste des avenues
Baraka, Goma, Presidentielle, De la Paix, Alindi, Du Musee, Walikale, Uvira, 30 Juin, Mission, Lac Kivu
- Avenue Alindi
- Avenue de la paix
- Avenue du 30 Juin
- Avenue du lac
- Avenue du lac 1
- Avenue du musée
- Avenue du Musée 10
- Avenue du Musée 11
- Avenue du Musée 7
- Avenue du Musée 8
- Avenue du Musée 9
- Avenue Maniema
- Avenue présidentielle
- Avenue résidentiel
- Entree president[18],[19],[20]